# Eptesicus taddeii
Eptesicus taddeii (Miranda, Bernardi & Passos, 2006) è un pipistrello della famiglia dei Vespertilionidi endemico del Brasile.

## Descrizione

### Dimensioni
Pipistrello di piccole dimensioni, con la lunghezza totale tra 99,1 e 117,55 mm, la lunghezza dell'avambraccio tra 44,15 e 48,7 mm, la lunghezza della coda tra 42,5 e 53,3 mm, la lunghezza delle orecchie tra 13 e 17,2 mm.

### Aspetto
Le parti dorsali variano dal bruno-rossastro al rossastro, con la base dei peli più brunastra, mentre le parti ventrali sono più chiare. Il muso è largo, con due masse ghiandolari sui lati. Gli occhi sono piccoli. Le orecchie sono corte, triangolari e con l'estremità arrotondata. Il trago è appuntito e provvisto di un piccolo lobo alla base. Le membrane alari sono nere e attaccate posteriormente alla base delle dita dei piedi. I piedi sono grandi. L'estremità della lunga coda si estende di circa 1,7 mm oltre l'ampio uropatagio.

## Biologia

### Alimentazione
Si nutre di insetti.

## Distribuzione e habitat
Questa specie è diffusa negli stati brasiliani meridionali di San Paolo, Paranà e Santa Catarina.
Vive nelle foreste atlantiche.

## Conservazione
Questa specie, essendo stata scoperta relativamente di recente, non è stata sottoposta ancora a nessun criterio di conservazione.